# Acronicta zielaskowskii
Acronicta zielaskowskii är en fjärilsart som beskrevs av Fust 1958. Acronicta zielaskowskii ingår i släktet Acronicta och familjen nattflyn. Inga underarter finns listade i Catalogue of Life.